# Deutsche Zeitung in den Niederlanden

Deutsche Zeitung in den Niederlanden din 9/10 septembrie 1944

Deutsche Zeitung in den Niederlanden a fost un cotidian în limba germană publicat la Amsterdam în timpul ocupației naziste a Olandei, în perioada 5 iunie 1940 - 5 mai 1945. Cotidianul "Deutsche Zeitung in den Niederlanden" este succesoarea publicației Reichsdeutsche Nachrichten in den Niederlanden, care apărea din 4 martie 1939. El avea ca scop influența asupra populației olandeze și a trupelor germane din Olanda. A apărut în tiraje care au variat de la 30.000 la 55.000 de exemplare, din care majoritatea au fost distribuite militarilor germani din trupele de ocupație ale Wehrmachtului.
"Deutsche Zeitung in den Niederlanden" a fost un instrument de propagandă nazistă cu conținuturi antisemite și antibolșeviste, iar uneori a făcut propagandă și împotriva Marii Britanii.
Ultimul număr al ziarului, apărut în dimineața zilei 5 mai 1945, avertiza populația să nu dea ascultare zvonurile despre capitularea trupelor germane din Olanda, bazate pe interpretarea eronată a unor informații lansate de inamic, amenințând populația cu măsuri legale în caz că ar lua parte la demonstrații care ar tulbura ordinea publică. În cursul aceleiași zile a avut loc cu adevărat această capitulare.